# Acid colic
Acidul colic este un acid biliar primar. Sărurile sale se numesc colați. Este unul dintre principalii acizi biliari, împreună cu acidul chenodezoxicolic, fiind sintetizat în ficat din colesterol. Acești doi acizi se află în concentrație aproximativ egală în corpul uman, fiind cei mai importanți acizi primari la om. Alte specii pot sintetiza alți acizi biliari primari predominanți în bilă.
Este utilizat și ca medicament, în tratamentul defectelor congenitale de sinteză a acizilor biliari primari (deficit de 3β-hidroxi-Δ5
-C27-steroid oxidoreductază sau de Δ4-3-oxosteroid5β-reductază), cât și în afecțiuni peroxizomale. Calea de administrare disponibilă este cea orală.